# باربارا شوارتس (تنیس‌باز)
 باربارا شوارتس (انگلیسی: Barbara Schwartz؛ زاده ۲۷ ژانویهٔ ۱۹۷۹) یک تنیس‌باز اهل اتریش است.